# Taupō (jezioro)
Taupō – największe, niewysychające jezioro Oceanii, znajduje się w Nowej Zelandii, położone w centrum Wyspy Północnej, na płaskowyżu wulkanicznym na wysokości 350 m n.p.m.
Nazwa maoryska „gdzie panuje noc”: ciemne ryolitowe skały nadbrzeżne zwracały zawsze uwagę podróżnych.
- powierzchnia 616 km²
- głębokość 186 m
- długość linii brzegowej 193 km

Wschodnie brzegi jeziora niskie (w pobliżu wielkie gejzery), zachodnie brzegi skaliste i strome. Z jeziora Taupō wypływa rzeka Waikato.
Jezioro znajduje się w kalderze superwulkanu, którego ostatnia eksplozja miała miejsce ok. 26,5 tys. lat temu.

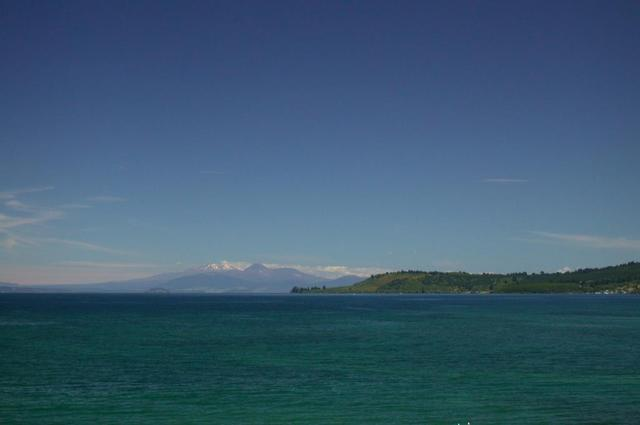
jezioro Taupō
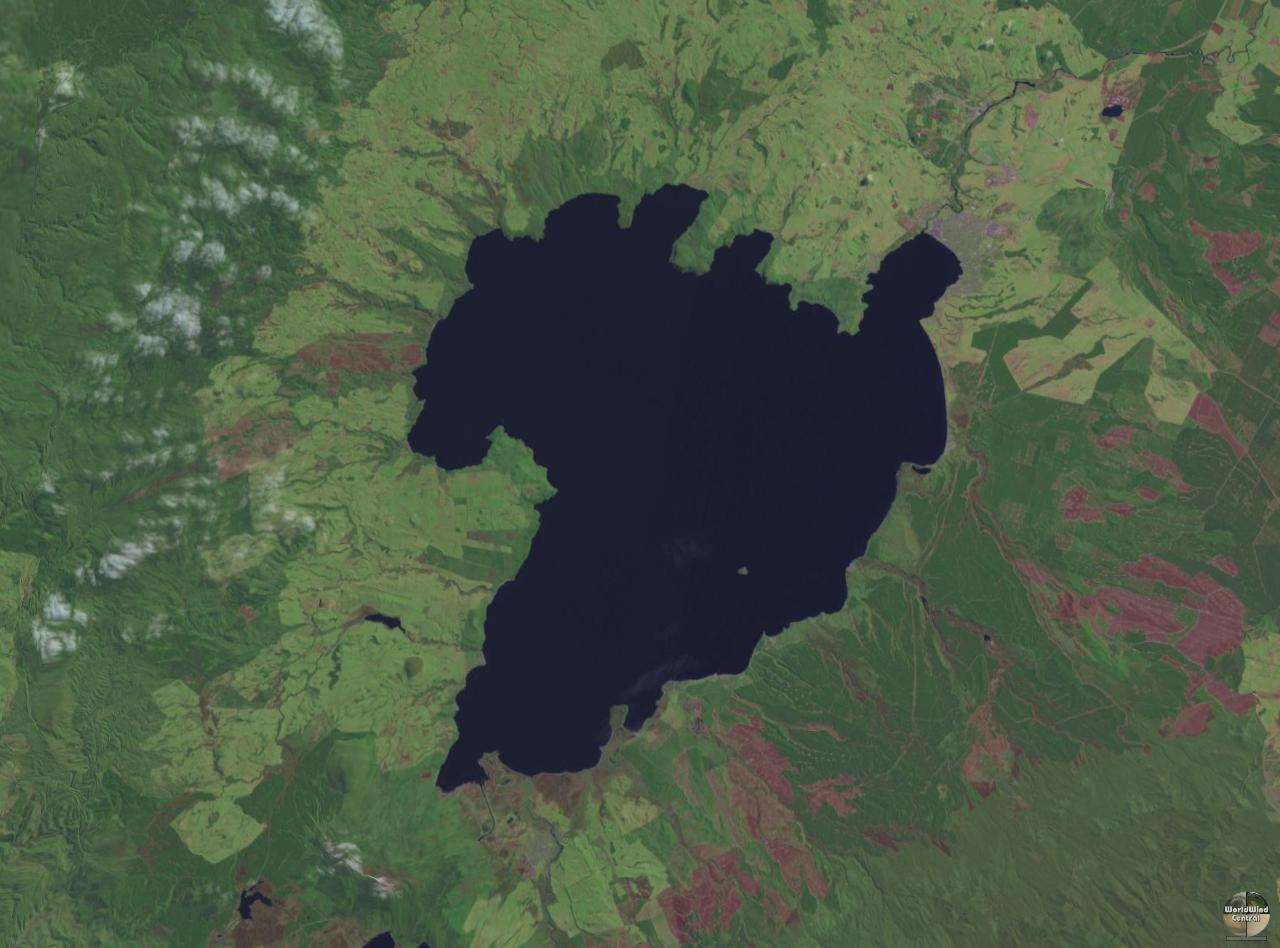
zdjęcie satelitarne jeziora Taupō